# Capnia nigra
Capnia nigra är en bäcksländeart som först beskrevs av Pictet, F.J. 1833.  Capnia nigra ingår i släktet Capnia och familjen småbäcksländor. Enligt den svenska rödlistan är arten otillräckligt studerad i Sverige. Arten förekommer i Götaland. Artens livsmiljö är sjöar och vattendrag, våtmarker. Inga underarter finns listade i Catalogue of Life.